# Se sei sola
Se sei sola è un album del cantante italiano Michele, pubblicato dalla casa discografica RCA Italiana nel 1966.
Vari brani erano stati incisi dall'artista e pubblicati precedentemente su singolo a partire dal 1964.

## Tracce

### Lato A
1. Ti senti sola stasera (cover di Are You Lonesome Tonight?)
2. Scordati di me
3. Quando sei con me
4. Parliamo di donne
5. Vado da lei
6. È stato facile

### Lato B
1. Dopo i giorni dell'amore
2. Sei mia
3. Oggi è triste il cielo
4. Ti ringrazio perché
5. OK
6. Senza me